# 拉馬克薩斯國家公園

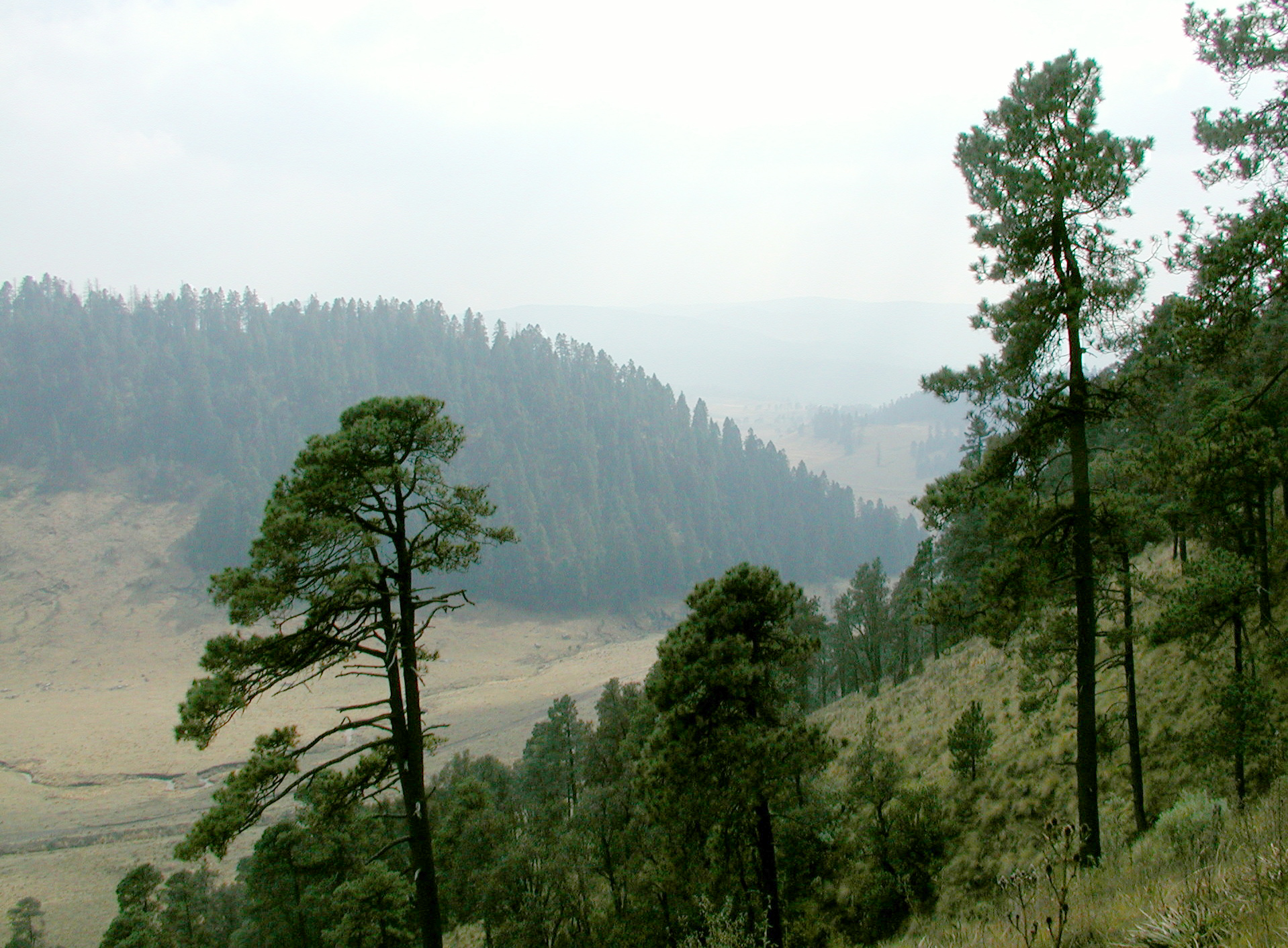

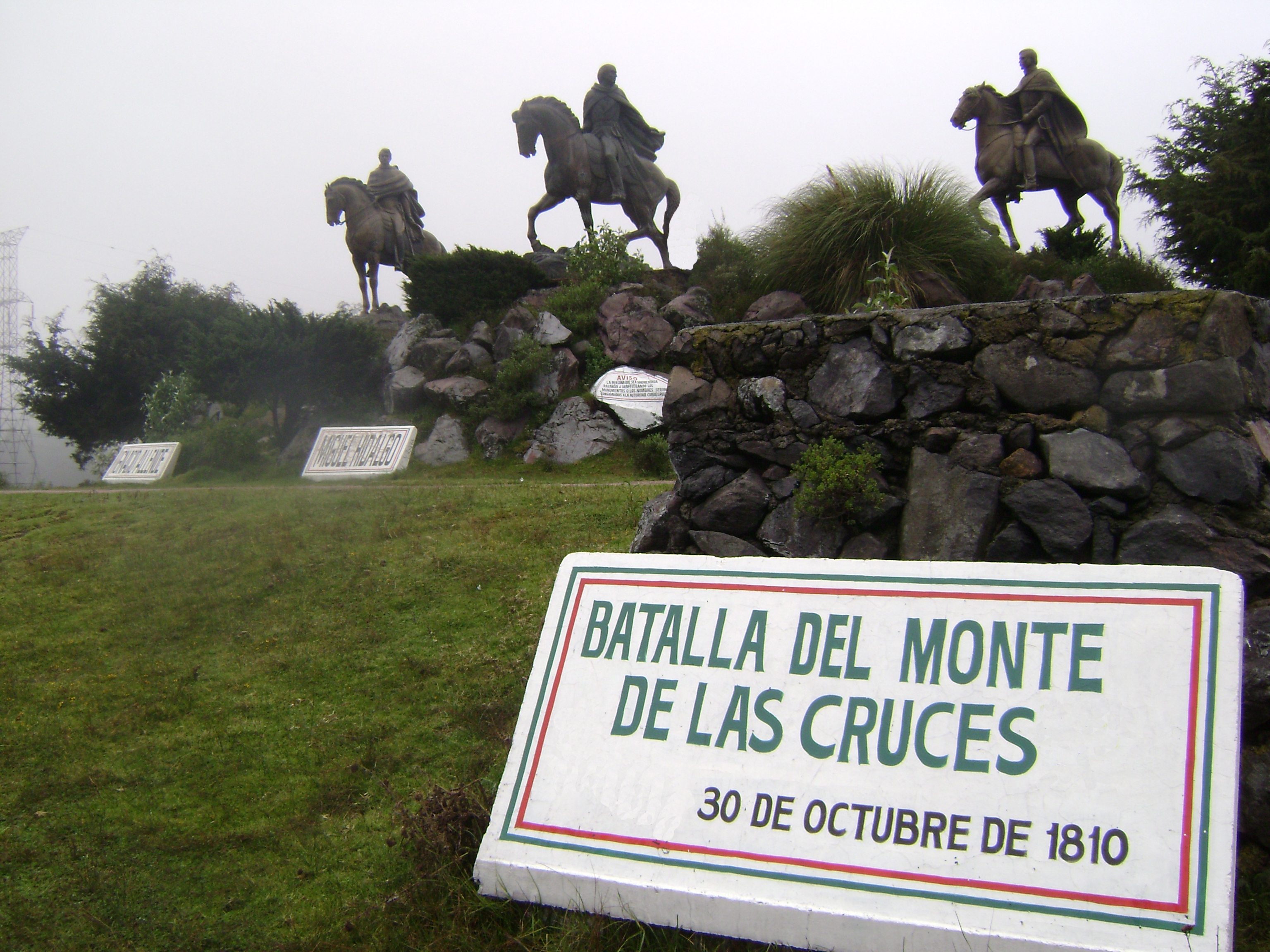

拉馬勒奇薩國家公園是墨西哥的國家公園，位於首都墨西哥城以西，由墨西哥州負責管轄，面積16平方公里，始建於1936年9月18日，最高點海拔高度3,000米。
19°17′N 99°21′W / 19.283°N 99.350°W